# دیجیتال ترندز
دیجیتال ترندز (به انگلیسی: Digital Trends) یک وبسایت در زمینه اخبار و اطلاعات و ارایه آموزش‌های آنلاین در زمینه فناوری است که به زبان اسپانیایی و انگلیسی دردسترس است.

## همچنین بخوانید
تک‌کرانچ